# Sardinal
Sardinal är en ort i Costa Rica.   Den ligger i provinsen Guanacaste, i den västra delen av landet, 180 km väster om huvudstaden San José. Sardinal ligger 50 meter över havet och antalet invånare är 3 267.
Terrängen runt Sardinal är platt åt nordost, men åt sydväst är den kuperad. Runt Sardinal är det ganska tätbefolkat, med 56 invånare per kvadratkilometer. Sardinal är det största samhället i trakten. Omgivningarna runt Sardinal är en mosaik av jordbruksmark och naturlig växtlighet.